# 春日光広
春日 光広（かすが みつひろ、1957年8月3日 - ）は、日本の漫画家。福岡県出身・在住。九州産業大学卒業。代表作は『ザ・サムライ』で、のちに映画化されている。執筆した作品はほぼ全て博多が舞台になっている。

## 作品
- ザ・サムライ
- サムライ刑事（ザ・サムライの続編）
- あやかしハンター[2]
- 高杉刑事キバリます!
- 博多風雲録
- あげ娘!涼子 魅惑のくちびる
- ハイヒールBOMB!!
- 彼女とクロスワーキング

### 漫画原作提供
- ヒット・ガール 海猫は眠らない（漫画：山本和令、原作提供は連載分のみ）